# Heaven Benchmark
Heaven Benchmark — компьютерная программа, бенчмарк, разработанный компанией из Люксембурга UNIGINE на основе собственного движка Unigine. Предназначена для тестирования графической подсистемы персонального компьютера с целью определения её производительности. Может применяться для диагностики видеокарты, определения её стабильности .

Бенчмарк Heaven применяется оверклокерами для офлайн и онлайн состязаний

. Шел в комплекте с видеокартами Zotac. Включен в Phoronix Test Suit .

## Технологические особенности и системные требования
- Графика на базе движка UNIGINE 1 Engine
- Поддержка Windows XP, Windows Vista, Windows 7, Windows 8, Windows 10, Windows 11, Linux, macOS
- Поддержка DirectX 9, DirectX 10, DirectX 11[8] и OpenGL 4.0[9]
- Технологии аппаратной тесселяции [10] и SSAO
- Мониторинг температуры и частоты графического процессора
- Создание и размещение процедурного контента
- Задаваемая пользователем динамическая погода
- Поддержка стерео-3D и конфигураций с несколькими мониторами
- Работа с несколькими видеокартами (NVIDIA SLI и ATI CrossFire).
- Кинематографические и интерактивные режимы управления камерой

Минимальные системные требования:
| Операционная система   | MS Windows XP, MS Windows Vista, MS Windows 7,MS Windows 8 или GNU/Linux или Mac OS X               |
| Видеоадаптер           | ATI Radeon HD 4xxx и выше или NVIDIA GeForce 8xxx и выше или Intel HD 3000, HD 4000                 |
| Свободное место на HDD | 1Гб                                                                                                 |
| Дополнительно          | OpenAL sound library Microsoft Visual C++ 2010 Redistributable Package (x86) (Windows version only) |

## Релиз
Heaven Benchmark является первым в мире бенчмарком с поддержкой DirectX 11. Впервые он был официально представлен на презентации операционной системы Windows 7, которая прошла 22 октября 2009 года 

## Версии Heaven Benchmark
Heaven Benchmark был выпущен в октябре 2009 года. В марте 2010 года вышла версия 2.0 , в мае 2010 года - версия 2.1 ,в марте 2011 года – версия 2.5 , а в марте 2012 – версия 3.0 .
На данный момент последней версией является Heaven 4.0, которая вышла 11 января 2013 года .
Существует три версии программы: Basic, Advanced, Professional

Heaven Benchmark Basic Edition
- Бесплатная версия для индивидуального использования.

Heaven Benchmark Advanced Edition
- Платная версия для индивидуального использования.
- Возможна автоматизация процесса тестирования (через командную строку).
- Предусмотрен режим стресс-тестирования.
- Реализована функция экспорта данных в формат CSV.

Heaven Benchmark Professional Edition
- Платная версия, может использоваться в коммерческих целях.
- Возможна автоматизация процесса тестирования (через командную строку).
- Предусмотрен режим стресс-тестирования.
- Реализована функция экспорта данных в формат CSV.
- Расширенные возможности предоставления отчетов.
- Включена возможность циклической работы приложения.
- Гарантируется техническая поддержка.

## См.также
Тест производительности

Разгон компьютеров